# Amphonyx jamaicensis
Amphonyx jamaicensis là một loài bướm đêm thuộc họ Sphingidae. Loài này có ở Jamaica.